# 1518
سنة 1518 م كانت سنة بسيطة تبدأ يوم الجمعة (الرابط يظهر نموذج التقويم الكامل للسنة) من التقويم اليولياني.

## مواليد
- أغوستينو بارباريجو
- أنطونيو ملك نافارا
- تينتوريتو رسام إيطالي
- جولييان روميرو عسكري إسباني
- سام ميرزا خطاط إيراني

## وفيات
- عروج بربروس
- عامر الهامل الإدريسي الحسني